# 신화 대계
신화 대계(프랑스어: cycle mythologique, 영어: Mythological Cycle, 아일랜드어: Scéalta Miotaseolaíochta)은 아일랜드 신화를 크게 네 개의 대계(cycle)로 나눌 때 그 중 하나다. 신적 능력을 가진 일곱 민족들(카사르인, 파르홀론인, 포모르, 네메드인, 피르 볼그, 투어허 데 다넌, 밀레시안) 이 순서대로 에린 섬에 도래하고 축출되며 다음 민족으로 교체되는 과정을 이야기한다. 이 고대의 민족들은 기독교가 도래한 이후 과거 켈트족의 신들이 격하된 것으로 대개 해석되지만, 일단 신화 문헌 원전에는 신적 능력을 가진 "민족"들일 뿐, 그들은 신이 아니다.
주요 문헌은 11세기에 작성된 『에린 침략의 서」다. 
"신화 대계"라는 말은 1880년대 초에 프랑스의 문헌학자 앙리 다르부아 드 쥐뱅빌이 고안했다.

## 같이 보기
- 아르드리 목록